# Eta Hydrae
Eta Hydrae (η Hya / 7 Hydrae) es una estrella en la constelación de la Hidra de magnitud aparente +4,30.
De acuerdo a la nueva reducción de los datos de paralaje de Hipparcos, se encuentra a 586 años luz (180 pársecs) respecto al sistema solar.
No tiene nombre propio habitual, si bien, junto a δ Hydrae, ε Hydrae, ζ Hydrae, ρ Hydrae y Al Minliar al Shuja (σ Hydrae), recibió, por parte de Ulugh Beg, el nombre de Min al Azʽal, «pertenecientes a la zona deshabitada».

## Características
Eta Hydrae es una estrella blanco-azulada de la secuencia principal de tipo espectral B3V, semejante, por ejemplo, a Benetnasch (η Ursae Majoris).
Tiene una temperatura efectiva de 18.700 K y su luminosidad bolométrica es 2680 veces superior a la luminosidad solar.
A partir de su diámetro angular —0,254 milisegundos de arco— y conociendo la distancia a la que se halla, se puede evaluar su diámetro, siendo este 4,9 veces más grande que el del Sol.
Gira sobre sí misma con una velocidad de rotación proyectada de 101 ± 5 km/s.
Tiene una masa estimada entre 6,75 y 7,0 masas solares y una edad de 31,6 ± 3,9 millones de años.
Aunque Eta Hydrae ha sido considerada una variable Beta Cephei —figura como tal en el General Catalogue of Variable Stars con una variación de brillo de 0,06 magnitudes—, posteriores estudios ponen en entredicho dicha variabilidad.